# Lijst van voetbalinterlands Chili - Kenia (vrouwen)
Deze lijst van voetbalinterlands is een overzicht van alle officiële voetbalinterlands tussen de nationale vrouwenteams van Chili en Kenia. De landen hebben tot nu toe één keer tegen elkaar gespeeld.

## Wedstrijden
| № | Plaats  | Datum        | Competitie               | Wedstrijd     | Uitslag |
| - | ------- | ------------ | ------------------------ | ------------- | ------- |
| 1 | Antalya | 7 maart 2020 | Turkish Women's Cup 2020 | Kenia − Chili | 0 − 5   |

## Samenvatting
| Competitie          | Totaal gespeeld | Winst Chili | Gelijk | Winst Kenia | Doelsaldo Chili – Kenia |
| ------------------- | --------------- | ----------- | ------ | ----------- | ----------------------- |
| Turkish Women's Cup | 1               | 1           | 0      | 0           | 5 − 0                   |
| Totaal              | 1               | 1           | 0      | 0           | 5 − 0                   |

FFCh · A-internationals · Chileens mannenelftal
1991 – 1999 · 2000 – 2009 · 2010 – 2019 · 2020 – 2029
Argentinië ·
Australië ·
Bolivia ·
Brazilië ·
Canada ·
China ·
Colombia ·
Costa Rica ·
Denemarken ·
Duitsland ·
Ecuador ·
Filipijnen ·
Frankrijk ·
Ghana ·
Haïti ·
Hongarije ·
India ·
Italië ·
Jamaica ·
Japan ·
Kameroen ·
Kenia ·
Mexico ·
Nederland ·
Nieuw-Zeeland ·
Oezbekistan ·
Panama ·
Paraguay ·
Peru ·
Portugal ·
Roemenië ·
Rusland ·
Schotland ·
Slowakije ·
Thailand ·
Trinidad en Tobago ·
Uruguay ·
Venezuela ·
Verenigde Staten ·
Wales ·
Zambia ·
Zuid-Afrika ·
Zweden